# 华侨出境通行证

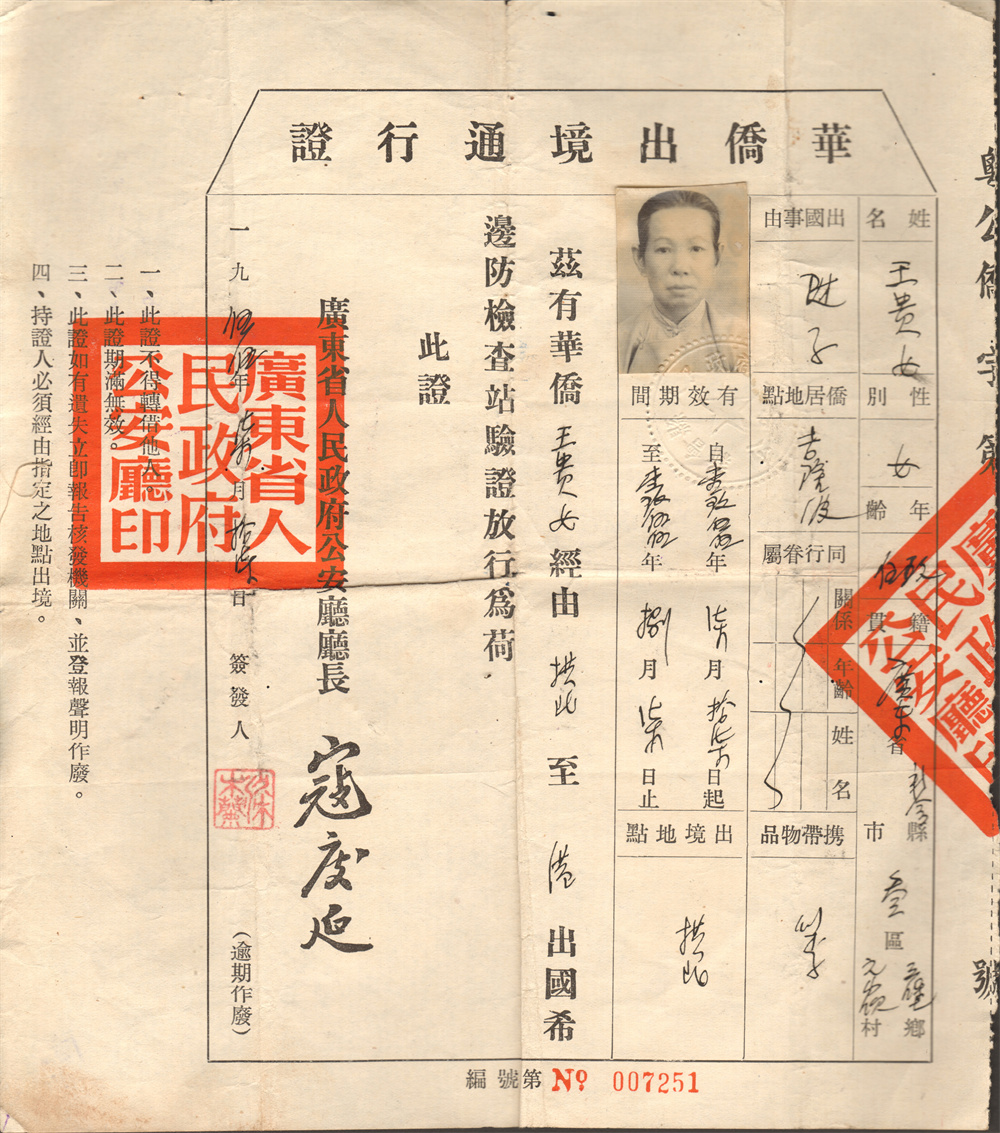
1955年广东省人民政府公安厅发给王贵女的华侨出境通行证

华侨出境通行证是根据中华人民共和国中央人民政府公安部1951年8月2日公布的《华侨出入国境暂行办法》所发出的通行证，供华侨出境用。
中华人民共和国成立后颁布的《华侨出入国境暂行办法》规定 , 凡持有中国政府颁发的护照和签证的华侨，即准许出入国境；未持上述护照和签证或来自未与共和国建交国家的华侨，可在入境口岸申领《归国华侨证明书》入境；华侨回国后出境前往建交国家的，凭护照、签证出境；前往未建交国家的，须在当地公安机关申领《华侨出境通行证》后再出境。